# L'Âge du rock

L'Âge du rock (titre original: Os Adolescentes (« Les Adolescents ») ou A Turma da Pata Lee (« La bande de Paperetta Yè-Yè »)), est une série de bandes dessinées brésilienne qui se déroule dans l'univers des canards de Disney.

## Synopsis
Créé dans les années 1980, l'Âge du rock raconte la vie quotidienne d'un groupe de jeunes lycéens à Donaldville. Le fait est assez rare pour être souligné : c'est une des premières fois que des adolescents ont le premier rôle chez Disney. La série a popularisé le personnage principal Chris Yéyé qui n'avait jusqu'à présent qu'été au second plan. Ses amis sont : Charles-Henri, Olympe, Ariane et Papagaï.

## Personnages
- Chris Yéyé (Paperetta Yè-Yè en VO Italienne) est une jeune cane. Dans la traduction française de la publication de Picsou Magazine, elle s'appelle parfois Choupette, parfois Pata Lee (son nom brésilien).
- Charles-Henri parfois Georges-Henri (Parceiro au Brésil)[1] est un pélican. Son seul centre d'intérêt est les filles.
- Olympe (Olimpia au Brésil)[2] est une grande cigogne blonde. Elle a une vie saine et pratique beaucoup de sport.
- Pétunia (Netunia au Brésil)[3] est une petite chouette brune. Un peu crédule, elle aime lire l'horoscope et est passionnée par les ovnis. Dans la traduction française de la publication de Picsou Magazine, elle s'appelle Ariane.
- Papagaï, personnage du film Les Trois Caballeros connu sous le nom de l'Aracuan, c'est aussi le gaffeur de la bande.
- Anne-Sophie (Abigail au Brésil)[4], la mère de Charles-Henri, est une snobinarde.
- Robert (Henrique au Brésil)[5], le père de Charles-Henri, est un riche industriel.
- Joca[6] est le propriétaire du café snack où les ados se retrouvent.

À l'exception de Chris Yéyé et de Papagaï, tous les personnages ont été créés au Brésil.

## Publication
Ces adolescents ont été réunis pour la première fois dans l'histoire Fais-moi un signe (Ai, Meu Ídolo! en VO). Elle a été écrite par Arthur Faria Jr. et dessinée par Euclides K. Miyaura en juin 1984. Elle a d'abord été publiée au Brésil le 25 mai 1986 dans Pato Donald no 1763, puis par la suite en France le 14 juin 1988 dans Picsou Magazine no 197. Mais la première histoire à avoir été publiée est Papagaï coince la Bulle (A Fonte de Renda) de Arthur Faria Jr. et 
Luiz Podavin au dessin, le 25 janvier 1986 au Brésil.
Au Brésil, la plupart des épisodes sont parus dans le Ze Carioca (un magazine consacré à José Carioca, le perroquet du film Les Trois Caballeros). C'est Picsou Magazine qui a fait connaître L'Âge du rock aux lecteurs francophones.